# Morcilla

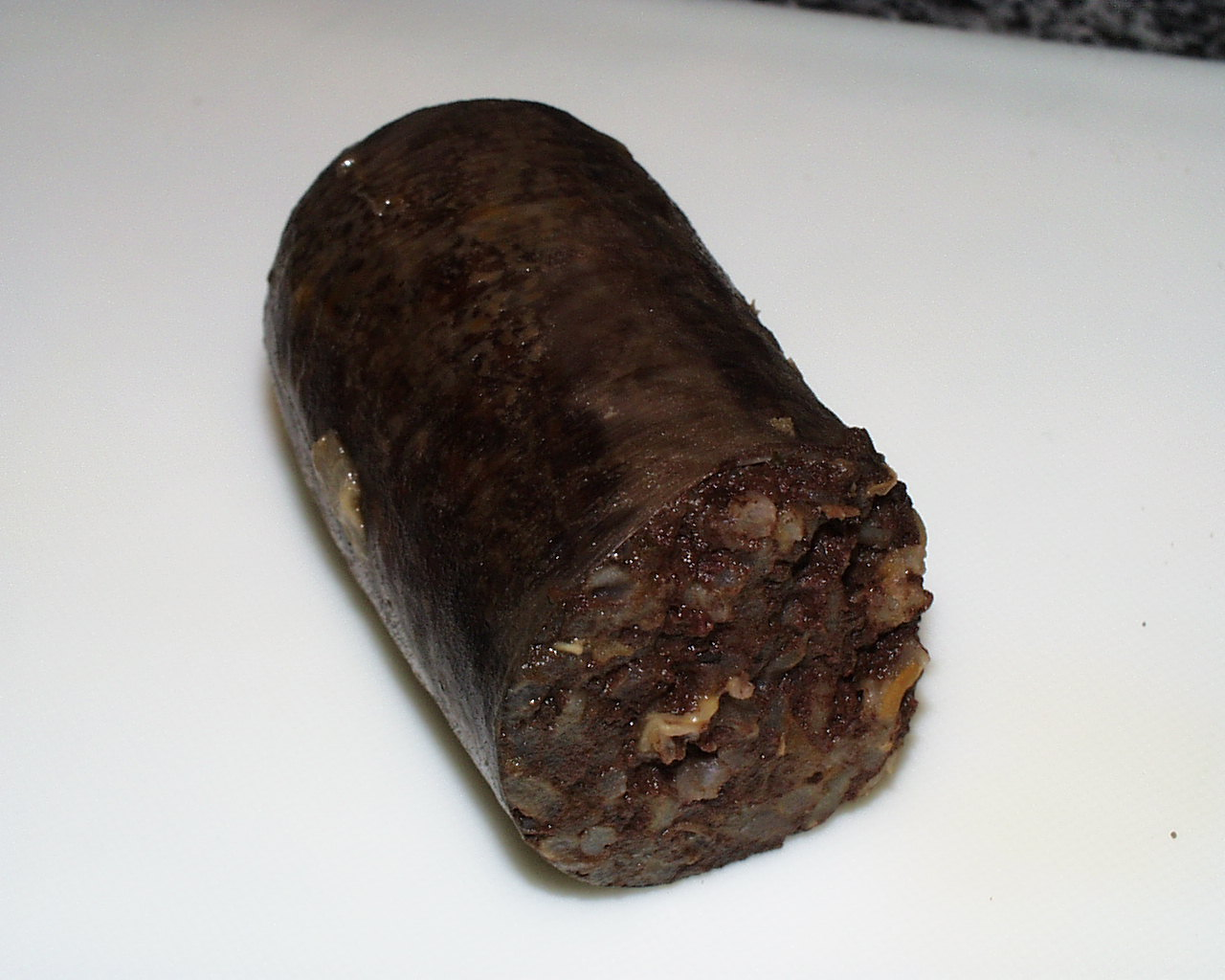
Morcilla de Burgos.

La morcilla est une charcuterie espagnole à base de sang de porc cuit dans un boyau. Il en existe une multitude de variétés. Son équivalent français est le boudin noir.

## En Espagne
La morcilla la plus renommée est celle de Burgos, élaborée avec du sang de porc, du riz, du piment, du sel, des condiments, des oignons et de l'ail.
Il en existe d'autres variantes, dont la composition dépend de petits secrets de fabrication traditionnels. Dans certaines zones de la Castille, on ajoute par exemple de la courge et même des raisins secs.
La morcilla asturienne entre dans la composition de la célèbre fabada asturiana.
Le cocido montañés, sorte de cassoulet cantabrien, comporte aussi de la morcilla.